# Coupe du monde de ski de fond 2006-2007
Navigation
Édition précédente Édition suivante
La 26e édition de la Coupe du monde de ski de fond s'est déroulée du 28 octobre 2006 au 25 mars 2007.

## Classements

### Classements généraux
| Rang | Nom                 | Points |
| ---- | ------------------- | ------ |
| 1    | Tobias Angerer      | 1131   |
| 2    | Aleksandr Legkov    | 578    |
| 3    | Eldar Rønning       | 556    |
| 4    | Tor Arne Hetland    | 522    |
| 5    | Odd-Bjørn Hjelmeset | 479    |
| 6    | Vincent Vittoz      | 463    |
| 7    | Petter Northug      | 442    |
| 8    | Jens Arne Svartedal | 386    |
| 9    | Sami Jauhojärvi     | 382    |
| 10   | Frode Estil         | 381    |

| Rang | Nom                     | Points |
| ---- | ----------------------- | ------ |
| 1    | Virpi Kuitunen          | 1510   |
| 2    | Marit Bjørgen           | 941    |
| 3    | Kateřina Neumannová     | 894    |
| 4    | Petra Majdic            | 844    |
| 5    | Aino Kaisa Saarinen     | 826    |
| 6    | Riitta Liisa Roponen    | 548    |
| 7    | Valentina Shevchenko    | 541    |
| 8    | Justyna Kowalczyk       | 484    |
| 9    | Evi Sachenbacher Stehle | 438    |
| 10   | Arianna Follis          | 419    |

### Classements de distance
| Rang | Nom                 | Points |
| ---- | ------------------- | ------ |
| 1    | Tobias Angerer      | 592    |
| 2    | Vincent Vittoz      | 415    |
| 3    | Odd-Bjørn Hjelmeset | 348    |
| 4    | Eldar Rønning       | 285    |
| 5    | Frode Estil         | 285    |

| Rang | Nom                 | Points |
| ---- | ------------------- | ------ |
| 1    | Virpi Kuitunen      | 650    |
| 2    | Kateřina Neumannová | 627    |
| 3    | Aino-Kaisa Saarinen | 441    |
| 4    | Marit Bjørgen       | 405    |
| 5    | Kristina Šmigun     | 405    |

### Classements de sprint
| Rang | Nom                 | Points |
| ---- | ------------------- | ------ |
| 1    | Jens Arne Svartedal | 341    |
| 2    | Trond Iversen       | 286    |
| 3    | Emil Jönsson        | 282    |
| 4    | Tor Arne Hetland    | 234    |
| 5    | Eldar Rønning       | 215    |

| Rang | Nom               | Points |
| ---- | ----------------- | ------ |
| 1    | Virpi Kuitunen    | 532    |
| 2    | Petra Majdič      | 385    |
| 3    | Natalja Matwejewa | 313    |
| 4    | Lina Andersson    | 238    |
| 5    | Anna Dahlberg     | 228    |

## Résultat

### Hommes
| Date             | Lieu       | Épreuve          | Vainqueur                  | Deuxième            | Troisième           |
| ---------------- | ---------- | ---------------- | -------------------------- | ------------------- | ------------------- |
| 28 octobre 2006  | Dusseldorf | Sprint           | Eldar Rønning              | Oeystein Pettersen  | Tor Arne Hetland    |
| 29 octobre 2006  | Dusseldorf | Relais 6x1,5 km  | Suède I                    | Norvège II          | Italie I            |
| 18 novembre 2006 | Gällivare  | 15 km            | Ole Einar Bjørndalen       | Tore Ruud Hofstad   | Franz Göring        |
| 19 novembre 2006 | Gällivare  | Relais 4 × 10 km | Allemagne I                | Russie I            | République tchèque  |
| 25 novembre 2006 | Kuusamo    | Sprint           | Jens Arne Svartedal        | Odd-Bjørn Hjelmeset | Tor Arne Hetland    |
| 26 novembre 2006 | Kuusamo    | 15 km C          | Eldar Rønning              | Vincent Vittoz      | Anders Södergren    |
| 13 décembre 2006 | Cogne      | 15 km C          | Eldar Rønning              | Tor Arne Hetland    | Eugeni Dementiev    |
| 16 décembre 2006 | La Clusaz  | 30 km            | Tobias Angerer             | Aleksandr Legkov    | Eugeni Dementiev    |
| 17 décembre 2006 | La Clusaz  | Relais 4 × 10 km | Russie I                   | Norvège             | Allemagne           |
| 7 janvier 2007   | Europe     | Tour de Ski      | Tobias Angerer             | Aleksandr Legkov    | Simen Østensen      |
| 20 janvier 2007  | Rybinsk    | 30 km mass-start | Aleksandr Legkov           | Emmanuel Jonnier    | Tobias Angerer      |
| 21 janvier 2007  | Rybinsk    | Sprint           | Renato Pasini              | Nikolaï Pankratov   | Tobias Angerer      |
| 27 janvier 2007  | Otepaa     | 15 km            | Tobias Angerer             | Frode Estil         | Odd-Bjørn Hjelmeset |
| 28 janvier 2007  | Otepaa     | Sprint           | Jens Arne Svartedal        | Vassili Rotchev     | Torin Koos          |
| 3 février 2007   | Davos      | 15 km            | Vincent Vittoz Toni Livers |                     | Christian Hoffmann  |
| 4 février 2007   | Davos      | Relais           | Russie                     | Italie              | France              |
| 15 février 2007  | Changchun  | Sprint           | Ola Vigen Hattestad        | Boerre Naess        | Tor Arne Hetland    |
| 16 février 2007  | Changchun  | 15 km            | Tobias Angerer             | Vincent Vittoz      | Emmanuel Jonnier    |
| 10 mars 2007     | Lahti      | Sprint           | Petter Northug             | Jens Arne Svartedal | Eldar Rønning       |
| 11 mars 2007     | Lahti      | 15 km            | Odd-Bjørn Hjelmeset        | Eldar Rønning       | Tobias Angerer      |
| 14 mars 2007     | Drammen    | Sprint           | Boerre Naess               | Mats Larsson        | Trond Iversen       |
| 17 mars 2007     | Oslo       | 50 km            | Odd-Bjørn Hjelmeset        | Tobias Angerer      | Frode Estil         |
| 21 mars 2007     | Stockholm  | Sprint           | Mikhail Devjatiarov        | Emil Joensson       | Mats Larsson        |
| 24 mars 2007     | Falun      | 30 km            | Tobias Angerer             | Mathias Fredriksson | Emmanuel Jonnier    |
| 25 mars 2007     | Falun      | Relais           | Norvège I                  | Russie              | France              |

### Femmes
| Date             | Lieu       | Épreuve          | Vainqueur            | Deuxième              | Troisième                   |
| ---------------- | ---------- | ---------------- | -------------------- | --------------------- | --------------------------- |
| 28 octobre 2006  | Dusseldorf | Sprint           | Marit Bjørgen        | Natalia Matveeva      | Ella Gjømle                 |
| 29 octobre 2006  | Dusseldorf | Relais 6x0,8 km  | Norvège I            | Suède I               | Finlande II                 |
| 18 novembre 2006 | Gällivare  | 15 km            | Kateřina Neumannová  | Kristina Smigun       | Marit Bjørgen               |
| 19 novembre 2006 | Gällivare  | Relais 4 × 5 km  | Norvège I            | Allemagne I           | Finlande                    |
| 25 novembre 2006 | Kuusamo    | Sprint           | Petra Majdic         | Virpi Kuitunen        | Marit Bjørgen               |
| 26 novembre 2006 | Kuusamo    | 10 km C          | Virpi Kuitunen       | Marit Bjørgen         | Kristina Smigun             |
| 13 décembre 2006 | Cogne      | 10 km C          | Virpi Kuitunen       | Petra Majdic          | Aino Kaisa Saarinen         |
| 16 décembre 2006 | La Clusaz  | 15 km            | Virpi Kuitunen       | Riitta Liisa Roponen  | Arianna Follis              |
| 17 décembre 2006 | La Clusaz  | Relais 4 × 5 km  | Allemagne            | Suède                 | République tchèque          |
| 7 janvier 2007   | Europe     | Tour de Ski      | Virpi Kuitunen       | Marit Bjørgen         | Valentina Shevchenko        |
| 20 janvier 2007  | Rybinsk    | 15 km mass start | Riitta Liisa Roponen | Kateřina Neumannová   | Aino Kaisa Saarinen         |
| 21 janvier 2007  | Rybinsk    | Sprint           | Arianna Follis       | Claudia Künzel-Nystad | Kikkan Randall              |
| 27 janvier 2007  | Otepaeae   | 10 km            | Justyna Kowalczyk    | Virpi Kuitunen        | Valentina Shevchenko        |
| 28 janvier 2007  | Otepaeae   | Sprint           | Virpi Kuitunen       | Astrid Jacobsen       | Evgenia Shapovalova         |
| 3 février 2007   | Davos      | Sprint           | Virpi Kuitunen       | Olga Savialova        | Marit Bjørgen               |
| 15 février 2007  | Changchun  | Sprint           | Evgenia Shapovalova  | Natalia Matveeva      | Guro Stroem Solli           |
| 16 février 2007  | Changchun  | 10 km            | Kateřina Neumannová  | Karine Philippot      | Svetlana Malahova-Shishkina |
| 10 mars 2007     | Lahti      | Sprint           | Virpi Kuitunen       | Riitta Liisa Roponen  | Anna Dahlberg               |
| 11 mars 2007     | Lahti      | 10 km            | Kristina Smigun      | Olga Savialova        | Viola Bauer                 |
| 14 mars 2007     | Drammen    | Sprint           | Virpi Kuitunen       | Petra Majdic          | Aino Kaisa Saarinen         |
| 17 mars 2007     | Oslo       | 30 km            | Aino Kaisa Saarinen  | Virpi Kuitunen        | Petra Majdic                |
| 21 mars 2007     | Stockholm  | Sprint           | Petra Majdic         | Virpi Kuitunen        | Anna Dahlberg               |
| 24 mars 2007     | Falun      | 15 km            | Marit Bjørgen        | Kateřina Neumannová   | Therese Johaug              |
| 25 mars 2007     | Falun      | Relais           | Allemagne            | Finlande I            | Suède I                     |